# Non è giusto
Non è giusto è un film del 2001 diretto da Antonietta De Lillo.
Il film è stato presentato in concorso al Festival di Locarno 2002 e invitato agli Incontri del Cinema Italiano ad Annecy, alle Grolle d'Oro Saint Vincent, al Festival di Villerupt, al Festival di Moms (Belgio).

## Trama
Sofia e Valerio, 11 e 12 anni, s'incontrano casualmente in una Napoli estiva, afosa e semideserta. Entrambi sono affidati ai loro padri, due quarantenni afflitti da ogni genere di problema, sentimentale ed esistenziale, mentre le loro madri sono assenti e lontane, all'infuori di brevi incursioni telefoniche. I due ragazzini si sentono continuamente minacciati dall'instabilità e la confusione delle loro famiglie. “Non è giusto…” si dicono, alleandosi per affrontare insieme il mondo degli adulti, con distacco e ironia. E a non averne più paura.